# Источна чешњарка
Источна чешњарка (лат. Pelobates syriacus) је врста жабе распрострањене на Балкану (Грчка, Македонија, Источна Србија) и Блиском истоку (Турска, Иран, Кавказ). 

## Опис
Дужина тела износи око 9 сантиметара. Тело им је робусно, глава велика, а задње ноге релативно кратке. Имају добро развијене пловне кожице међу прстима. Леђа су им жутосиве боје са крупним тамнозеленим пегама. Стомак је светлосив. Животни век око 10 година. Преко дана се скрива у рупама које ископа а ноћу излази у лов.

## Распрострањење
Насењава подручје од источног дела Балканског полуострва па до Црног и Егејског мора.

## Станиште
Живи у пошумљеним степама и полупустињама. Може да живи и на каменитом или чак глиновитом терену.

## Угроженост
На територији Србије носи епитет строго заштићене врсте.
Налази се на Прилогу II Бернске конвенције, а по Међународној унији за заштиту природе (IUCN) спада у категорију последње бриге.